# Medanales
Medanales es un lugar designado por el censo ubicado en el condado de Río Arriba en el estado estadounidense de Nuevo México. En el Censo de 2020 tenía una población de 224 habitantes y una densidad poblacional de 27,35 habitantes por km². Fue incluido como CDP en el censo de 2020.

## Geografía
Medanales se encuentra ubicado en las coordenadas 36°10′35″N 106°10′40″O / 36.17639, -106.17778. Según la Oficina del Censo de los Estados Unidos,  tiene una superficie total de 8,19 km², todos correspondientes a tierra firme.